# Zoran Jovanović (Aktivist)

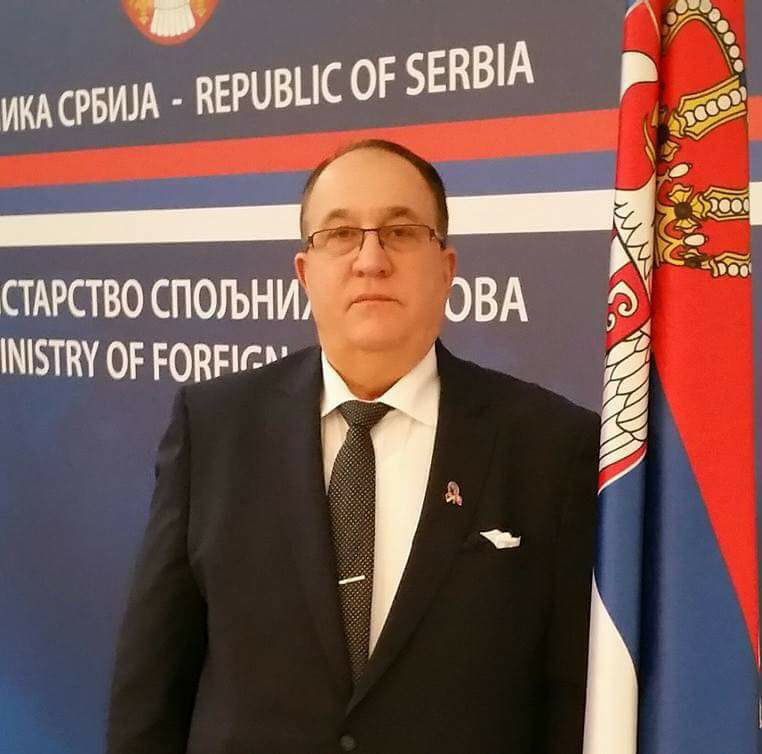
Zoran Jovanović

Zoran Jovanović (serbisch-kyrillisch Зоран Јовановић; * 30. August 1949 in Aleksinac) ist ein serbischer Sozialaktivist und Kämpfer für Menschenrechte aus Solothurn, Schweiz. Er ist Träger der Verdienstmedaille in Gold der Republik Serbien.

## Biografie
Zoran Jovanović wurde in Aleksinac geboren. Er studierte serbokroatische Sprache und jugoslawische Literatur in Priština. Er machte aber aufgrund der ungünstigen politischen Situation im Kosovo und Metochien keinen Abschluss. Er setzte seine Ausbildung in Niš fort, wo er die Höhere Schule für Arbeiterbildung „Stanko Paunović“ abschloss und den Titel eines Wirtschaftswissenschaftlers erwarb. Seit den 1980er Jahren lebt er in der Schweiz, wo er zuerst mit einem Freund den Winter verbrachte.
Er betrachtete sich als Sozialist und arbeitet daran, die Position der Arbeiter zu verbessern, insbesondere derjenigen, die aus anderen Ländern eingewandert sind. Gleichzeitig setzt er sich für ein positives Image seiner Heimat ein, pflegt und stärkt bestehende Beziehungen und knüpft neue Beziehungen zwischen Serbien und seiner Diaspora. Diasporamedien nannten ihn einen „Volksdiplomaten“, und der Außenminister der Bundesrepublik Jugoslawien (1998–2000) Živadin Jovanović „einen ruhigen hochrangigen Diplomaten“.
Er ist langjähriges Mitglied der Schweizer Gewerkschaft Unia. Er ist auch Vizepräsident der „Bewegung der Freien Gewerkschaften Serbiens“, Mitglied des Verwaltungsrates des Mutterlandes der Auswanderer und Serben in der Region und einer der Koordinatoren von Radio Mladost aus Arau und des Literarischen Zirkels „Goldene Feder“ aus Zürich. Er ist Mitglied des Diaspora Fund for Motherland, des „Belgrader Forums für eine gleichberechtigte Welt“ (der Mitglied des Weltfriedensrates ist), des Vereins „Mileva Marić-Einstein“ aus Novi Sad und des Verbandes serbischer Frauen „Dr. Draga Ljočić“ aus Zug.
Mit Dekret des Präsidenten der Republik Serbien vom 14. Februar 2024 wurde Zoran Jovanović die Goldmedaille für seine Verdienste und Leistungen bei der Verbesserung der Position der serbischen Gemeinschaft in der Schweizerischen Eidgenossenschaft verliehen. Er schreibt Gedichte, die vom Schweizer Literaturkreis Goldene Feder in der Ausgabe Nadahnuća herausgegeben werden. Er lebt und arbeitet in Solothurn.

## Publikation
- Eingefrorene Momente. Poesie, zweisprachig: auf Serbisch und Italienisch (Zentrum für Kultur "Vračar", Belgrad) – Co-Autoren: Rada Rajić-Ristić und Tatjana Pavlović.

## Auszeichnungen (Auswahl)
- Goldenes Abzeichen der Kultur- und Bildungsgemeinschaft Serbiens für selbstlose, engagierte und langfristige Arbeit und kreativen Beitrag zur Verbreitung der Kultur (Belgrad, 2017)[7]
- Vidovdan-Anerkennungsurkunde des Mutterlandes der Auswanderer und Serben in der Region für den Gesamtbeitrag zur Erhaltung und Verbesserung der Beziehungen zwischen der Republik Serbien und unserem Volk im Ausland (Belgrad, 2018)
- Verdienstmedaille in Gold der Republik Serbien (Belgrad, 2024)[6]